# Bergey's Manual of Systematic Bacteriology
Le Bergey's Manual of Systematic Bacteriology (Manuel de bactériologie systématique de Bergey) est issu des nombreuses éditions du Bergey's Manual of Determinative Bacteriology publié depuis 1923. Actuellement dans sa deuxième édition, il est devenu la principale ressource taxonomique pour déterminer l'identité des organismes procaryotes, en mettant l'accent sur les espèces bactériennes, en utilisant chaque caractéristique décrite.

## Historique
Le manuel a été publié à la suite du Bergey's Manual of Determinative Bacteriology, bien que ce dernier soit toujours publié comme guide d'identification des bactéries inconnues. Ce Bergey's Manual of Determinative Bacteriology a été publié pour la première fois en 1923 sous les auspices de la Society of American Bacteriologists, par un comité de rédaction composé de David Hendricks Bergey (président), Francis C. Harrison, Robert S. Breed, Bernard W. Hammer et Frank M. Huntoon. Il est ainsi le premier ouvrage « moderne » de classification bactérienne. Il a permis d'uniformiser la nomenclature bactérienne et de fournir un outil d'identification des bactéries en fonction de leurs attributs structurels et fonctionnels en les organisant dans des ordres familiaux spécifiques avec des souches types de chaque espèce. Cependant, le processus utilisé dans le Bergey's Manual of Determinative Bacteriology est devenu depuis 1974 plus empirique. Les deux ouvrages sont d'une grande importance internationale et sont considérés comme les ouvrages de référence taxonomique pour l'identification, la dénomination et la classification des bactéries.
Le Taxonomic Outline of Bacteria and Archaea est une publication dérivée du Bergey's Manual of Systematic Bacteriology indexant les noms de taxon de la deuxième édition du manuel. Il était disponible gratuitement sur le site Web du Bergey's manual trust jusqu'en septembre 2018. Michigan State University fournit une version alternative qui indexe les enregistrements NamesforLife.

## Organisation
Le changement de volume défini sur la « Bactériologie systématique » est intervenu dans un nouveau contrat en 1980. À partir de ce moment, le nouveau style de l'ouvrage incluait les « relations entre les organismes » et avait « une portée élargie » dans l'ensemble. Ce nouveau style a été repris pour un ensemble de quatre volumes dont la publication a commencé en 1984 sous le nom de Bergey's Manual of Systematic Bacteriology.

### Première édition
Les informations contenues dans les volumes de cette première édition ont été séparées comme suit :
Le volume 1 (première édition) comprend des informations sur tous les types de bactéries Gram-négatives qui étaient considérées comme ayant une « importance médicale et industrielle » en incluant aussi quatre divisions (Gracilicutes, Fermicutes [sic], Tenericutes, et Mendosicutes)  de l'ouvrage The kingdom Procaryotae de Murray (1968). Le volume 2 (première édition) comprend des informations sur tous les types de bactéries Gram-positives. Le volume 3 (première édition) traite de toutes les bactéries Gram-négatives restantes légèrement différentes, ainsi que des Archaea. Le volume 4 (première édition) contient des informations sur les actinomycètes filamenteux et d'autres bactéries similaires,.

### Seconde édition
Les volumes de la seconde édition (version actuelle) diffèrent radicalement des volumes précédents de la première édition en ce que de nombreux taxons supérieurs ne sont pas définis en termes de phénotypes, mais uniquement sur la phylogénie du gène 16S ARNr, comme c'est le cas des classes au sein des protéobactéries.
Le regroupement actuel est :
- Volume 1 (2001) : Les Archées et les Bactéries profondément ramifiées et phototrophes[14]
- Volume 2 (2005) : Les Proteobacteria — divisées en trois livres :
  - 2A : Essais d'introduction[13]
  - 2B : Les gammaprotéobactéries[15]
  - 2C : Autres classes de Protéobactéries[16]
- Volume 3 (2009) : Les Firmicutes[17]
- Volume 4 (2011): Les Bacteroidetes, Spirochaetes, Tenericutes (Mollicutes), Acidobacteria, Fibrobacteres, Fusobacteria, Dictyoglomi, Gemmatimonadetes, Lentisphaerae, Verrucomicrobia, Chlamydiae, and Planctomycetes[18]
- Volume 5 (en deux parties) (2012) : Les Actinobactéries[19]

Le Bergey's manual of systematics of archaea and bacteria (2015), remplace depuis cette date l'ensemble de l'ouvrage en cinq volumes.

## Bergey's Manual Trust
La lourdeur administrative de la Society of American Bacteriologists rendait problématique le défraiement des dépenses liées à la préparation de la 4e édition. Aussi, il a été décidé de créer le Bergey's Manual Trust en 1936 pour soutenir la publication du Bergey's Manual of Determinative Bacteriology et des ouvrages de référence supplémentaires. Le Trust reconnaît également les personnes qui ont apporté des contributions exceptionnelles à la taxonomie bactérienne en présentant le prix Bergey et la médaille Bergey, conjointement soutenus par des fonds du Trust et de Williams & Wilkins (de 1978 à 1998) et de Springer (depuis 1998), les éditeurs du manuel.
Bergey's Manual Trust et John Wiley & Sons, Inc. copublient l'encyclopédie en ligne Bergey's Manual of Systematics of Archaea and Bacteria (BMSAB). En 2019, ils décident d'inclure la phylogénomique dans le BMSAB en utilisant la classification de la Genome Taxonomy Database (GTDB).

## Réception critique
L.S. McClung estime dans International Journal of Systematic Bacteriology en 1985 que le « Volume 1 ... devrait très certainement être dans toutes les bibliothèques de Biologie, spécialement celles servant les microbiologistes généralistes, médicaux et industriels. Les individus ayant un intérêt en taxonomie ou des problèmes fréquents (ou les deux) auront besoin d'une copie personnelle (et devront l'avoir) » et « il sera la « bible » de la systématique pour ceux concernés par les organismes discutés ». Les Annals of Internal Medicine ont décrit les volumes comme « clairement écrits, précis et faciles à lire » et « particulièrement conçus pour ceux qui s'intéressent à la taxonomie ».

## Éditions

### Bergey's Manual of Determinative Bacteriology
- Bergey, DH, Harrison, FC, Breed, RS, Hammer, BW & Huntoon, FM (éd., 1923). Bergey's Manual of Determinative Bacteriology, 1ère édition, The Williams & Wilkins Co, Baltimore, 442 p.
- Bergey, DH, Harrison, FC, Breed, RS, Hammer, BW & Huntoon, FM (éd., 1925). Bergey's Manual of Determinative Bacteriology, 2e éd., The Williams & Wilkins Co, Baltimore, 462 p.
- Bergey, DH, Harrison, FC, Breed, RS, Hammer, BW & Huntoon, FM (éd., 1930). Bergey's Manual of Determinative Bacteriology, 3e., The Williams and Wilkins Co., Baltimore, 589 p.
- Bergey, DH, Breed, RS, Hammer, BW, Huntoon, FM, Murray, EGD & Harrison, FC (éd., 1934). Bergey's Manual of Determinative Bacteriology, 4e éd., The Williams & Wilkins Co, Baltimore.
- Bergey, DH, Breed, RS, Murray, EGD & Hitchens, AP (éd., 1939). Bergey's Manual of Determinative Bacteriology, 5e éd., The Williams and Wilkins Co., Baltimore.
- Race, RS, Murray, EGD & Hitchens, AP (éd., 1948). Bergey's Manual of Determinative Bacteriology, 6e éd., The Williams and Wilkins Co., Baltimore, .
- Race, RS, Murray, EGD & Smith, NR (éd., 1957). Bergey's Manual of Determinative Bacteriology, 7e éd., The Williams and Wilkins Co., Baltimore, .
- Buchanan, RE & Gibbons, NR (éd., 1974). Bergey's Manual of Determinative Bacteriology, 8e éd., Williams & Wilkins. Baltimore.

### Bergey's Manual of Systematic Bacteriology, 1re éd.
- Krieg, NR & Holt, JG (éd., 1984). Bergey's Manual of Systematic Bacteriology, 1ère éd., vol. 1, Williams et Wilkins, Baltimore.
- Sneath, PHA, Mair, NS, Sharpe, ME et Holt, JG (éd., 1986). Bergey's Manual of Systematic Bacteriology, 1ère éd., vol. 2, Williams et Wilkins, Baltimore.
- Staley, JT, Bryant, MP, Pfennig, N. & Holt, JG (éd., 1989). Bergey's Manual of Systematic Bacteriology, 1ère éd., vol. 3, Williams et Wilkins, Baltimore.
- Williams, ST, Sharpe, ME et Holt, JG (éd., 1989). Bergey's Manual of Systematic Bacteriology, 1ère éd., vol. 4, Williams et Wilkins, Baltimore.

### Bergey's Manual of Systematic Bacteriology, 2e éd.
- Garrity, GM, Boone, DR & Castenholz, RW (éd., 2001). Bergey's Manual of Systematic Bacteriology, 2e éd., vol. 1, Springer-Verlag, New York, NY
- Brenner, DJ, Krieg, NR, Staley, JT & Garrity, GM (éd., 2005). Bergey's Manual of Systematic Bacteriology, 2e éd., vol. 2, parties A, B et C, Springer-Verlag, New York, NY.
- Vos, P., Garrity, G., Jones, D., Krieg, NR, Ludwig, W., Rainey, FA, Schleifer, K.-H. & Whitman, WB (éd., 2009). Bergey's Manual of Systematic Bacteriology, 2e éd., vol. 3, Springer-Verlag, New York, NY.
- Krieg, NR, Ludwig, W., Whitman, WB, Hedlund, BP, Paster, BJ, Staley, JT, Ward, N. & Brown, D. (éd., 2010). Bergey's Manual of Systematic Bacteriology, 2e éd., vol. 4, Springer-Verlag, New York, NY.
- Whitman, WB, Goodfellow, M., Kämpfer, P., Busse, H.-J., Trujillo, ME, Ludwig, W. & Suzuki, K.-i. (éd., 2012). Bergey's Manual of Systematic Bacteriology, 2e éd., vol. 5, parties A et B, Springer-Verlag, New York, NY.

### Autres publications
- Buchanan, RE, Holt, JG et Lessel Jr, EF (1966). Index Bergeyana: An Annotated Alphabetic Listing of Names of the Taxa of the Bacteria. La Williams and Wilkins Co., Baltimore, Maryland.
- Holt, JG (éd., 1977). The Shorter Bergey's Manual of Determinative Bacteriology, 8e éd., The Williams and Wilkins Co., Baltimore, Md.
- Gibbons, NE, Pattee, KB & Holt, JG (éd., 1981). Supplement to Index Bergeyana. La Williams and Wilkins Co., Baltimore, Maryland.